# 麻坡錫克教寺廟
麻坡錫克教寺廟（Gurudwara Sahib Muar），位于马来西亚柔佛州麻坡，由早期的麻坡旁遮普人筹建，于1933年建成，并于同年3月3日开幕启用，是麻坡当地的錫克教旁遮普人的宗教中心。

## 历史
20世紀20年代，有許多來自印度的旁遮普人移民來到麻坡落戶。麻坡的旁遮普人和他們的家族，大多數都任職于隸屬於英殖民政府的警察部隊。為了滿足他們的信仰需求，他們承租了位於今天的Semangat摩托有限公司店鋪樓上作為寺廟。但沒過多久，他們把寺廟搬到了對面的一棟雙層店屋（現址是Javasingam律師事務所）。樓上充作謁師所，樓下作信徒會所。他們在這承租沒過多久後，旁遮普人又決定把族人的寺廟搬遷至舊麻坡郵政局旁。
1927年，由於有更多的同鄉移居麻坡，旁遮普人社群認為有必要建設一座永久性的錫克教寺廟。於是旁遮普人選購了今天的麻坡錫克教寺廟的所在地。1927年12月13日，旁遮普商人Toki Saudagar Singh用2450元購買了現址。旁遮普人社群委託Toki Saudagar Singh，Sardar Santa Singh，Sandar Sadhu Singh和Sardar Ishar Singh四位族人管理寺廟。
新的寺廟大樓建於1931年，並於1933年1月完工。1933年3月3日，柔佛警察局長為麻坡錫克教寺廟主持開幕。寺廟當天還主辦了摔跤比賽和拉丁美食廚藝比賽慶祝。1938年9月30日，寺廟理事會通過了一項決議，決定建立一所旁遮普學校。這所學校翌年2月獲得了柔佛教育局的註冊通過，並在寺廟內運作。
1969年，信徒在寺廟旁建起了一棟新的校舍，並於同年11月23日恰逢錫克教創辦人拿那克宗師（Sri Sri Guru Nanak Sahib Ji）500歲誕辰宣佈校舍正式啟用。